# Liste des monuments historiques du Lot (L-Z)
Cet article recense une partie des monuments historiques du Lot, en France.

## Liste
Pour des raisons de taille, la liste est découpée en deux. Cette partie regroupe les communes débutant de L à Z. Pour les autres, voir la liste des monuments historiques du Lot (A-K).
Du fait du nombre de protections dans certaines communes, elles font l'objet d'une liste séparée :
- pour Rocamadour, voir la liste des monuments historiques de Rocamadour

- Haut – A
- B
- C
- D
- E
- F
- G
- H
- I
- J
- K
- L
- M
- N
- O
- P
- Q
- R
- S
- T
- U
- V
- W
- X
- Y
- Z

| Monument                                                                         | Commune                              | Adresse                                            | Coordonnées                                        | Notice                                             | Protection                                         | Date                                               | Illustration                                                                    |
| -------------------------------------------------------------------------------- | ------------------------------------ | -------------------------------------------------- | -------------------------------------------------- | -------------------------------------------------- | -------------------------------------------------- | -------------------------------------------------- | ------------------------------------------------------------------------------- |
| Château de Labastide-Marnhac                                                     | Labastide-Marnhac                    |                                                    | 44° 23′ 16″ nord, 1° 24′ 10″ est                   | « PA46000069 »                                     | Inscrit                                            | 2016                                               | Château de Labastide-Marnhac                                                    |
| Château de Labastide-Murat                                                       | Labastide-Murat                      |                                                    | 44° 38′ 30″ nord, 1° 33′ 44″ est                   | « PA00095306 »                                     | Inscrit                                            | 1991 1992                                          | Château de Labastide-Murat                                                      |
| Église Saint-Jean-Baptiste de Goudou                                             | Labastide-Murat                      | Goudou                                             | 44° 39′ 24″ nord, 1° 35′ 05″ est                   | « PA00125599 »                                     | Inscrit                                            | 1993                                               | Image manquante Téléverser                                                      |
| Château de Lacapelle-Marival                                                     | Lacapelle-Marival                    |                                                    | 44° 43′ 40″ nord, 1° 55′ 34″ est                   | « PA00095118 »                                     | Classé                                             | 1939                                               | Château de Lacapelle-Marival                                                    |
| Château de la Treyne                                                             | Lacave                               |                                                    | 44° 50′ 58″ nord, 1° 31′ 31″ est                   | « PA00095288 »                                     | Inscrit                                            | 1990 2008                                          | Château de la Treyne                                                            |
| Église Saint-Georges de Meyraguet de Lacave                                      | Lacave                               | Meyraguet                                          | 44° 51′ 13″ nord, 1° 32′ 27″ est                   | « PA00095119 »                                     | Classé                                             | 1912                                               | Église Saint-Georges de Meyraguet de Lacave                                     |
| Église Saint-Quirin de Lalbenque                                                 | Lalbenque                            |                                                    | 44° 20′ 15″ nord, 1° 32′ 48″ est                   | « PA00095120 »                                     | Inscrit                                            | 1925                                               | Église Saint-Quirin de Lalbenque                                                |
| Borie de Savanac                                                                 | Lamagdelaine                         | Savanac                                            | 44° 27′ 42″ nord, 1° 30′ 53″ est                   | « PA00125600 »                                     | Inscrit                                            | 1993                                               | Borie de Savanac                                                                |
| Église Saint-Vit de Puycalvel                                                    | Lamothe-Cassel                       | Puycalvel                                          | 44° 36′ 13″ nord, 1° 31′ 27″ est                   | « PA00095121 »                                     | Inscrit                                            | 1927                                               | Image manquante Téléverser                                                      |
| Église Saint-Sixte de Lamothe-Fénelon                                            | Lamothe-Fénelon                      |                                                    | 44° 50′ 07″ nord, 1° 24′ 50″ est                   | « PA00095122 »                                     | Classé                                             | 1913                                               | Église Saint-Sixte de Lamothe-Fénelon                                           |
| Dolmen de la Peyro Levado                                                        | Laramière                            | La Peyre Lévade                                    | 44° 21′ 01″ nord, 1° 50′ 39″ est                   | « PA00095123 »                                     | Classé                                             | 1984                                               | Dolmen de la Peyro Levado                                                       |
| Dolmen de Marcigaliet 1                                                          | Laramière                            |                                                    | 44° 21′ 51″ nord, 1° 51′ 10″ est                   | « PA00095124 »                                     | Classé                                             | 1989                                               | Image manquante Téléverser                                                      |
| Prieuré Notre-Dame de Laramière                                                  | Laramière                            |                                                    | 44° 21′ 19″ nord, 1° 52′ 41″ est                   | « PA00095125 »                                     | Inscrit                                            | 1925 1952                                          | Prieuré Notre-Dame de Laramière                                                 |
| Castrum de Larnagol                                                              | Larnagol                             | Rue du Château                                     | 44° 28′ 33″ nord, 1° 46′ 41″ est                   | « PA46000023 »                                     | Inscrit                                            | 2001                                               | Castrum de Larnagol                                                             |
| Château de Larnagol                                                              | Larnagol                             | Rue du Château                                     | 44° 28′ 33″ nord, 1° 46′ 41″ est                   | « PA46000025 »                                     | Inscrit                                            | 2001                                               | Château de Larnagol                                                             |
| Dolmen de Peyro Cotado                                                           | Larnagol                             |                                                    | 44° 29′ 33″ nord, 1° 45′ 12″ est                   | « PA00095126 »                                     | Classé                                             | 1989                                               | Image manquante Téléverser                                                      |
| Tour de péage de Laroque-des-Arcs                                                | Laroque-des-Arcs                     |                                                    | 44° 28′ 30″ nord, 1° 28′ 10″ est                   | « PA00095128 »                                     | Inscrit                                            | 1979                                               | Tour de péage de Laroque-des-Arcs                                               |
| Château de Larroque-Toirac                                                       | Larroque-Toirac                      |                                                    | 44° 31′ 17″ nord, 1° 56′ 23″ est                   | « PA00095129 »                                     | Classé                                             | 1995                                               | Château de Larroque-Toirac                                                      |
| Église Notre-Dame-de-l'Annonciation de Lentillac                                 | Latouille-Lentillac                  | Lentillac                                          | 44° 52′ 03″ nord, 1° 58′ 58″ est                   | « PA00095130 »                                     | Classé                                             | 1938                                               | Église Notre-Dame-de-l'Annonciation de Lentillac                                |
| Château de Lavercantière                                                         | Lavercantière                        |                                                    | 44° 38′ 13″ nord, 1° 19′ 03″ est                   | « PA00095307 »                                     | Inscrit                                            | 1991                                               | Château de Lavercantière                                                        |
| Site archéologique du dolmen de Surgès                                           | Lavercantière Également sur Thédirac |                                                    | 44° 37′ 13″ nord, 1° 18′ 17″ est                   | « PA46000063 »                                     | Inscrit                                            | 2014                                               | Image manquante Téléverser                                                      |
| Église Saint-Blaise de Lavergne                                                  | Lavergne                             |                                                    | 44° 47′ 52″ nord, 1° 45′ 36″ est                   | « PA00095131 »                                     | Inscrit                                            | 1925                                               | Église Saint-Blaise de Lavergne                                                 |
| Pigeonnier-porche de Lavergne                                                    | Lavergne                             | Grange de Vayrac                                   | 44° 47′ 51″ nord, 1° 45′ 24″ est                   | « PA00095132 »                                     | Inscrit                                            | 1979                                               | Pigeonnier-porche de Lavergne                                                   |
| Pierre Levée                                                                     | Lentillac-du-Causse                  |                                                    | 44° 33′ 11″ nord, 1° 38′ 52″ est                   | « PA00095133 »                                     | Classé                                             | 1989                                               | Pierre Levée                                                                    |
| Abbaye de Léobard                                                                | Léobard                              | Abbaye-Nouvelle                                    | 44° 42′ 32″ nord, 1° 18′ 28″ est                   | « PA00095134 »                                     | Classé                                             | 1991                                               | Abbaye de Léobard                                                               |
| Église Notre-Dame-de-l'Assomption de Lherm                                       | Lherm                                |                                                    | 44° 34′ 05″ nord, 1° 14′ 46″ est                   | « PA00095135 »                                     | Inscrit                                            | 1979                                               | Église Notre-Dame-de-l'Assomption de Lherm                                      |
| Maison Carlier dite "le château"                                                 | Lherm                                |                                                    | 44° 34′ 05″ nord, 1° 14′ 44″ est                   | « PA00095136 »                                     | Inscrit                                            | 1988                                               | Maison Carlierdite "le château"                                                 |
| Dolmen d'Agranel                                                                 | Limogne-en-Quercy                    | Agranel                                            | 44° 24′ 58″ nord, 1° 47′ 05″ est                   | « PA00095137 »                                     | Classé                                             | 1959                                               | Dolmen d'Agranel                                                                |
| Dolmen de Ferrières-Haut                                                         | Limogne-en-Quercy                    | Ferrières-Bas                                      | 44° 22′ 53″ nord, 1° 44′ 27″ est                   | « PA00095138 »                                     | Classé                                             | 1959                                               | Dolmen de Ferrières-Haut                                                        |
| Dolmen de Joncas                                                                 | Limogne-en-Quercy                    | Bouysse de Jonlas                                  | 44° 23′ 24″ nord, 1° 45′ 07″ est                   | « PA00095139 »                                     | Inscrit                                            | 1959                                               | Dolmen de Joncas                                                                |
| Dolmen de Pajot                                                                  | Limogne-en-Quercy                    | Mas de Rolland                                     | 44° 23′ 16″ nord, 1° 46′ 48″ est                   | « PA00095140 »                                     | Classé                                             | 1959                                               | Dolmen de Pajot                                                                 |
| Dolmen de Pech-Lapeyre                                                           | Limogne-en-Quercy                    |                                                    | 44° 24′ 07″ nord, 1° 45′ 08″ est                   | « PA00095141 »                                     | Classé                                             | 1889                                               | Dolmen de Pech-Lapeyre                                                          |
| Château de Puy-Launay                                                            | Linac                                |                                                    | 44° 40′ 08″ nord, 2° 06′ 17″ est                   | « PA00095289 »                                     | Inscrit                                            | 1989                                               | Château de Puy-Launay                                                           |
| Dolmen de Peych Peyroux                                                          | Livernon                             | Peych Peyroux                                      | 44° 37′ 16″ nord, 1° 52′ 12″ est                   | « PA00095142 »                                     | Inscrit                                            | 1980                                               | Dolmen de Peych Peyroux                                                         |
| Église Saint-Rémy-et-Saint-Namphaise de Livernon                                 | Livernon                             |                                                    | 44° 38′ 49″ nord, 1° 50′ 36″ est                   | « PA00095144 »                                     | Classé                                             | 1910                                               | Église Saint-Rémy-et-Saint-Namphaise de Livernon                                |
| Ensemble rural du mas de Tourel                                                  | Livernon                             | Mas de Tourel                                      | 44° 37′ 49″ nord, 1° 51′ 12″ est                   | « PA00095145 »                                     | Classé                                             | 1990                                               | Image manquante Téléverser                                                      |
| Menhir de Bélinac                                                                | Livernon                             | Menhir de Bélinac                                  | 44° 38′ 07″ nord, 1° 51′ 32″ est                   | « PA00095146 »                                     | Classé                                             | 1978                                               | Menhir de Bélinac                                                               |
| Dolmen de la Pierre Martine                                                      | Livernon                             | Le Boyne                                           | 44° 39′ 39″ nord, 1° 49′ 15″ est                   | « PA00095143 »                                     | Classé                                             | 1889                                               | Dolmen de la Pierre Martine                                                     |
| Église Saint-Jean-Baptiste de Loubressac                                         | Loubressac                           |                                                    | 44° 52′ 19″ nord, 1° 48′ 20″ est                   | « PA00095147 »                                     | Inscrit                                            | 1971                                               | Église Saint-Jean-Baptiste de Loubressac                                        |
| Pont de Maday                                                                    | Loubressac                           |                                                    | 44° 53′ 26″ nord, 1° 48′ 20″ est                   | « PA00095148 »                                     | Inscrit                                            | 1979                                               | Pont de Maday                                                                   |
| Église Saint-Martin de Lunan                                                     | Lunan                                |                                                    | 44° 36′ 11″ nord, 2° 04′ 45″ est                   | « PA00095149 »                                     | Classé                                             | 1973                                               | Église Saint-Martin de Lunan                                                    |
| Château de Lunegarde                                                             | Lunegarde                            |                                                    | 44° 41′ 25″ nord, 1° 41′ 10″ est                   | « PA00095308 »                                     | Inscrit                                            | 1991                                               | Château de Lunegarde                                                            |
| Église Saint-Julien de Lunegarde                                                 | Lunegarde                            |                                                    | 44° 41′ 26″ nord, 1° 41′ 19″ est                   | « PA00095298 »                                     | Inscrit                                            | 1991                                               | Église Saint-Julien de Lunegarde                                                |
| Chapelle de Notre-Dame-de-l'Île                                                  | Luzech                               |                                                    | 44° 27′ 45″ nord, 1° 17′ 25″ est                   | « PA00095150 »                                     | Inscrit                                            | 1929                                               | Image manquante Téléverser                                                      |
| Chapelle des Pénitents bleus de Luzech                                           | Luzech                               |                                                    | 44° 28′ 44″ nord, 1° 17′ 10″ est                   | « PA00135464 »                                     | Inscrit                                            | 1995                                               | Chapelle des Pénitents bleus de Luzech                                          |
| Château de Luzech                                                                | Luzech                               |                                                    | 44° 28′ 48″ nord, 1° 17′ 11″ est                   | « PA00095151 »                                     | Classé                                             | 1905                                               | Château de Luzech                                                               |
| Église Notre-Dame de Camy                                                        | Luzech                               | Camy                                               | 44° 29′ 13″ nord, 1° 15′ 34″ est                   | « PA00095152 »                                     | Inscrit                                            | 1976                                               | Église Notre-Dame de Camy                                                       |
| Église Saint-Martin de Caïx                                                      | Luzech                               | Caïx                                               | 44° 29′ 28″ nord, 1° 17′ 46″ est                   | « PA00125601 »                                     | Inscrit                                            | 1993                                               | Église Saint-Martin de Caïx                                                     |
| Maison des Consuls                                                               | Luzech                               |                                                    | 44° 28′ 44″ nord, 1° 17′ 11″ est                   | « PA00095153 »                                     | Inscrit                                            | 1974                                               | Maison des Consuls                                                              |
| Oppidum de l'Impernal                                                            | Luzech                               | L'Impernal L'Impernal Pech                         | 44° 29′ 14″ nord, 1° 17′ 01″ est                   | « PA00095154 »                                     | Classé                                             | 1984                                               | Oppidum de l'Impernal                                                           |
| Abbaye Saint-Pierre de Marcilhac-sur-Célé                                        | Marcilhac-sur-Célé                   |                                                    | 44° 33′ 10″ nord, 1° 40′ 19″ est                   | « PA00095155 »                                     | Classé Inscrit                                     | 1906 1939 1965                                     | Abbaye Saint-Pierre de Marcilhac-sur-Célé                                       |
| Dolmen de Combe de Saule n° 2                                                    | Marcilhac-sur-Célé                   | Le Sole                                            | 44° 32′ 13″ nord, 1° 48′ 48″ est                   | « PA46000056 »                                     | Inscrit                                            | 2012                                               | Dolmen de Combe de Saule n° 2                                                   |
| Dolmen de la Devèze-sud                                                          | Marcilhac-sur-Célé                   |                                                    | 44° 32′ 28″ nord, 1° 45′ 07″ est                   | « PA46000006 »                                     | Inscrit                                            | 1997                                               | Dolmen de la Devèze-sud                                                         |
| Maison du Roi                                                                    | Marcilhac-sur-Célé                   |                                                    | 44° 33′ 11″ nord, 1° 46′ 17″ est                   | « PA00095156 »                                     | Classé                                             | 1939                                               | Maison du Roi                                                                   |
| Puits du Mas de la Boute                                                         | Marcilhac-sur-Célé                   | La Voulte                                          | 44° 31′ 33″ nord, 1° 47′ 30″ est                   | « PA00095157 »                                     | Inscrit                                            | 1979                                               | Puits du Mas de la Boute                                                        |
| Ferme de Bouteille-Haut                                                          | Marminiac                            |                                                    | 44° 39′ 23″ nord, 1° 12′ 54″ est                   | « PA00135465 »                                     | Inscrit                                            | 1995                                               | Image manquante Téléverser                                                      |
| Chapelle de Malodène                                                             | Martel                               | Malodène                                           | 44° 57′ 53″ nord, 1° 36′ 41″ est                   | « PA46000066 »                                     | Inscrit                                            | 2015                                               | Chapelle de Malodène                                                            |
| Cloître des Mirepoises                                                           | Martel                               |                                                    | 44° 56′ 10″ nord, 1° 36′ 30″ est                   | « PA00095158 »                                     | Inscrit                                            | 1931                                               | Image manquante Téléverser                                                      |
| Église Saint-Martin de Louchapt                                                  | Martel                               | Louchapt                                           | 44° 57′ 10″ nord, 1° 37′ 25″ est                   | « PA00095290 »                                     | Inscrit                                            | 1990                                               | Église Saint-Martin de Louchapt                                                 |
| Église Notre-Dame-de-l'Assomption de Murel                                       | Martel                               | Murel                                              | 44° 57′ 33″ nord, 1° 35′ 40″ est                   | « PA00095291 »                                     | Inscrit                                            | 1990                                               | Église Notre-Dame-de-l'Assomption de Murel                                      |
| Église Saint-Maur de Martel                                                      | Martel                               |                                                    | 44° 56′ 12″ nord, 1° 36′ 40″ est                   | « PA00095160 »                                     | Classé                                             | 1906                                               | Église Saint-Maur de Martel                                                     |
| Église Saint-Pierre-ès-Liens de Gluges                                           | Martel                               | Gluges                                             | 44° 54′ 41″ nord, 1° 37′ 46″ est                   | « PA00095159 »                                     | Classé                                             | 1913                                               | Église Saint-Pierre-ès-Liens de Gluges                                          |
| Halle de Martel                                                                  | Martel                               |                                                    | 44° 56′ 12″ nord, 1° 36′ 30″ est                   | « PA46000035 »                                     | Inscrit                                            | 2004                                               | Halle de Martel                                                                 |
| Hôtel Fabri                                                                      | Martel                               |                                                    | 44° 56′ 12″ nord, 1° 36′ 31″ est                   | « PA00095299 »                                     | Inscrit                                            | 1990                                               | Hôtel Fabri                                                                     |
| Hôtel de la Raymondie Hôtel de ville de Martel                                   | Martel                               | Place du Marché Rue de Senlis Rue Tournemire       | 44° 56′ 12″ nord, 1° 36′ 31″ est                   | « PA00095161 »                                     | Classé Inscrit                                     | 1906 1926                                          | Hôtel de la Raymondie Hôtel de ville de Martel                                  |
| Maison Arcambal Hôtel de Briance, hôtel Vergnes de Ferron                        | Martel                               | Rue Droite                                         | 44° 56′ 11″ nord, 1° 36′ 32″ est                   | « PA00095162 »                                     | Inscrit                                            | 1928                                               | Maison ArcambalHôtel de Briance, hôtel Vergnes de Ferron                        |
| Château de Masclat                                                               | Masclat                              |                                                    | 44° 50′ 04″ nord, 1° 23′ 36″ est                   | « PA46000039 »                                     | Inscrit                                            | 2007                                               | Château de Masclat                                                              |
| Église Notre-Dame-de-l'Assomption de Cabanac                                     | Mauroux                              | Cabanac                                            | 44° 28′ 04″ nord, 1° 02′ 43″ est                   | « PA00095163 »                                     | Inscrit                                            | 1989                                               | Église Notre-Dame-de-l'Assomption de Cabanac                                    |
| Castrum d'Orgueil                                                                | Mauroux                              |                                                    | 44° 28′ 25″ nord, 1° 02′ 31″ est                   | « PA00125602 »                                     | Inscrit                                            | 1993                                               | Image manquante Téléverser                                                      |
| Château de Mayrac                                                                | Mayrac                               |                                                    | 44° 53′ 57″ nord, 1° 33′ 31″ est                   | « PA00095165 »                                     | Inscrit                                            | 1979                                               | Château de Mayrac                                                               |
| Château les Bouysses                                                             | Mercuès                              |                                                    | 44° 29′ 09″ nord, 1° 22′ 58″ est                   | « PA00095292 »                                     | Inscrit                                            | 1989                                               | Image manquante Téléverser                                                      |
| Château de Mercuès                                                               | Mercuès                              |                                                    | 44° 29′ 47″ nord, 1° 23′ 43″ est                   | « PA00095166 »                                     | Inscrit                                            | 1947                                               | Château de Mercuès                                                              |
| Église Saint-Sulpice de Meyronne chapelle latérale Est                           | Meyronne                             |                                                    | 44° 52′ 38″ nord, 1° 34′ 38″ est                   | « PA00095167 »                                     | Inscrit                                            | 1952                                               | Église Saint-Sulpice de Meyronnechapelle latérale Est                           |
| Dolmen des Barrières n° 3                                                        | Miers                                | Pierre Levée                                       | 44° 52′ 08″ nord, 1° 41′ 02″ est                   | « PA46000057 »                                     | Inscrit                                            | 2012                                               | Dolmen des Barrières n° 3                                                       |
| Gisement préhistorique des Fieux                                                 | Miers                                | Les Fieux                                          | 44° 52′ 36″ nord, 1° 41′ 19″ est                   | « PA00125603 »                                     | Inscrit                                            | 1993                                               | Gisement préhistorique des Fieux                                                |
| Grotte ornée de Miers                                                            | Miers                                | Les Fieux                                          | 44° 52′ 37″ nord, 1° 41′ 24″ est                   | « PA00095168 »                                     | Classé                                             | 1967                                               | Image manquante Téléverser                                                      |
| Église Saint-Barthélemy du Montat                                                | Le Montat                            |                                                    | 44° 22′ 50″ nord, 1° 26′ 56″ est                   | « PA00095169 »                                     | Classé                                             | 1846                                               | Église Saint-Barthélemy du Montat                                               |
| Château de Montbrun                                                              | Montbrun                             |                                                    | 44° 30′ 20″ nord, 1° 54′ 01″ est                   | « PA00095170 »                                     | Classé                                             | 1984                                               | Château de Montbrun                                                             |
| Dolmen des Aguals                                                                | Montbrun Également sur Gréalou       |                                                    | 44° 31′ 44″ nord, 1° 53′ 40″ est                   | « PA46000022 »                                     | Inscrit                                            | 2001 2002                                          | Image manquante Téléverser                                                      |
| Castrum de Pestillac                                                             | Montcabrier                          | Pestillac (ou Pestilhac)                           | 44° 32′ 46″ nord, 1° 04′ 03″ est                   | « PA00095172 »                                     | Inscrit                                            | 1926                                               | Image manquante Téléverser                                                      |
| Chapelle du castrum de Pestillac                                                 | Montcabrier                          | Pestillac (ou Pestilhac)                           | 44° 32′ 46″ nord, 1° 04′ 03″ est                   | « PA00095172 »                                     | Inscrit                                            | 1926                                               | Image manquante Téléverser                                                      |
| Église Saint-Louis de Montcabrier                                                | Montcabrier                          |                                                    | 44° 32′ 32″ nord, 1° 04′ 26″ est                   | « PA00095171 »                                     | Inscrit                                            | 1925 2003                                          | Église Saint-Louis de Montcabrier                                               |
| Grotte de Pestillac                                                              | Montcabrier                          |                                                    | 44° 32′ 49″ nord, 1° 03′ 50″ est                   | « PA46000045 »                                     | Inscrit                                            | 2010                                               | Image manquante Téléverser                                                      |
| Maison                                                                           | Montcabrier                          |                                                    | 44° 32′ 29″ nord, 1° 04′ 25″ est                   | « PA00095173 »                                     | Inscrit                                            | 1925                                               | Maison                                                                          |
| Château de Montcléra                                                             | Montcléra                            |                                                    | 44° 37′ 08″ nord, 1° 12′ 39″ est                   | « PA00095174 »                                     | Inscrit Classé                                     | 1925 1929                                          | Château de Montcléra                                                            |
| Château de Charry                                                                | Montcuq                              |                                                    | 44° 19′ 05″ nord, 1° 13′ 23″ est                   | « PA00095175 »                                     | Inscrit                                            | 1976                                               | Image manquante Téléverser                                                      |
| Église Saint-Pierre de Rouillac                                                  | Montcuq                              | Rouillac                                           | 44° 18′ 42″ nord, 1° 12′ 55″ est                   | « PA00095176 »                                     | Inscrit Classé                                     | 1980                                               | Église Saint-Pierre de Rouillac                                                 |
| Tour de Montcuq                                                                  | Montcuq                              |                                                    | 44° 20′ 22″ nord, 1° 12′ 31″ est                   | « PA00095177 »                                     | Classé                                             | 1904                                               | Tour de Montcuq                                                                 |
| Église Saint-Barthélemy de Montfaucon                                            | Montfaucon                           |                                                    | 44° 41′ 18″ nord, 1° 33′ 44″ est                   | « PA00095178 »                                     | Classé                                             | 1936                                               | Église Saint-Barthélemy de Montfaucon                                           |
| Château de Crabillé                                                              | Montgesty                            |                                                    | 44° 33′ 52″ nord, 1° 17′ 09″ est                   | « PA00125604 »                                     | Inscrit                                            | 1993                                               | Image manquante Téléverser                                                      |
| Église Saint-Christophe de Montvalent                                            | Montvalent                           |                                                    | 44° 52′ 51″ nord, 1° 37′ 02″ est                   | « PA00095179 »                                     | Inscrit                                            | 1975                                               | Église Saint-Christophe de Montvalent                                           |
| Château de Nadaillac-de-Rouge                                                    | Nadaillac-de-Rouge                   |                                                    | 44° 50′ 58″ nord, 1° 25′ 44″ est                   | « PA46000017 »                                     | Inscrit                                            | 1999                                               | Château de Nadaillac-de-Rouge                                                   |
| Église Saint-Pierre de Nadaillac-de-Rouge                                        | Nadaillac-de-Rouge                   |                                                    | 44° 50′ 59″ nord, 1° 25′ 45″ est                   | « PA00095180 »                                     | Classé                                             | 1930                                               | Église Saint-Pierre de Nadaillac-de-Rouge                                       |
| Grottes de Cougnac                                                               | Payrignac                            | Le Chêne Vert                                      | 44° 45′ 38″ nord, 1° 21′ 46″ est                   | « PA00095181 »                                     | Classé                                             | 1954                                               | Grottes de Cougnac                                                              |
| Église Notre-Dame-de-la-Compassion de Dégagnazès Ancien prieuré de grandmontains | Peyrilles                            | Dégagnazès                                         | 44° 36′ 40″ nord, 1° 21′ 37″ est                   | « PA00095182 »                                     | Inscrit                                            | 1926                                               | Église Notre-Dame-de-la-Compassion de DégagnazèsAncien prieuré de grandmontains |
| Maison forte de Labastide-Floyras                                                | Pontcirq                             | Labastidette Haute                                 | 44° 32′ 50″ nord, 1° 16′ 21″ est                   | « PA00125605 »                                     | Inscrit                                            | 1993                                               | Image manquante Téléverser                                                      |
| Château du Théron                                                                | Prayssac                             |                                                    | 44° 31′ 17″ nord, 1° 10′ 21″ est                   | « PA00095183 »                                     | Inscrit                                            | 1973                                               | Image manquante Téléverser                                                      |
| Dolmen de la Bertrandoune                                                        | Prayssac                             | Le Causse                                          | 44° 31′ 42″ nord, 1° 13′ 06″ est                   | « PA00095184 »                                     | Inscrit                                            | 1988                                               | Image manquante Téléverser                                                      |
| Château de Castelnau-Bretenoux                                                   | Prudhomat                            |                                                    | 44° 53′ 57″ nord, 1° 49′ 35″ est                   | « PA00095185 »                                     | Classé                                             | 1862                                               | Château de Castelnau-Bretenoux                                                  |
| Collégiale Saint-Louis du château de Castelnau-de-Bretenoux                      | Prudhomat                            |                                                    | 44° 53′ 59″ nord, 1° 49′ 37″ est                   | « PA00095187 »                                     | Classé                                             | 1913                                               | Collégiale Saint-Louis du château de Castelnau-de-Bretenoux                     |
| Église Saint-Gilles de Bonneviole                                                | Prudhomat                            | Bonneviole                                         | 44° 53′ 52″ nord, 1° 48′ 54″ est                   | « PA00095186 »                                     | Inscrit                                            | 1979                                               | Église Saint-Gilles de Bonneviole                                               |
| Prieuré de Félines Église Saint-Pierre                                           | Prudhomat                            | Félines                                            | 44° 54′ 17″ nord, 1° 49′ 51″ est                   | « PA00095188 »                                     | Inscrit                                            | 1978                                               | Prieuré de FélinesÉglise Saint-Pierre                                           |
| Calvaire couvert du cimetière de Puy-l'Évêque                                    | Puy-l'Évêque                         | Cimetière                                          | 44° 30′ 19″ nord, 1° 08′ 23″ est                   | « PA00095189 »                                     | Inscrit                                            | 1944                                               | Calvaire couvert du cimetière de Puy-l'Évêque                                   |
| Église Saint-Pierre-ès-Liens de Martignac                                        | Puy-l'Évêque                         | Martignac                                          | 44° 31′ 49″ nord, 1° 08′ 04″ est                   | « PA00095191 »                                     | Classé                                             | 1943                                               | Église Saint-Pierre-ès-Liens de Martignac                                       |
| Église Saint-Sernin de Cazes                                                     | Puy-l'Évêque                         | Cazes                                              | 44° 31′ 06″ nord, 1° 06′ 19″ est                   | « PA46000031 »                                     | Inscrit                                            | 2003                                               | Église Saint-Sernin de Cazes                                                    |
| Église Saint-Sauveur de Puy-l'Evêque                                             | Puy-l'Évêque                         |                                                    | 44° 30′ 18″ nord, 1° 08′ 22″ est                   | « PA00095190 »                                     | Classé Inscrit                                     | 1912 1925                                          | Église Saint-Sauveur de Puy-l'Evêque                                            |
| Église Saint-Pierre-ès-Liens de Rampoux                                          | Rampoux                              |                                                    | 44° 38′ 29″ nord, 1° 18′ 34″ est                   | « PA00095192 »                                     | Classé                                             | 1914                                               | Église Saint-Pierre-ès-Liens de Rampoux                                         |
| Église Saint-Hilaire de Reilhac                                                  | Reilhac                              |                                                    | 44° 42′ 01″ nord, 1° 43′ 07″ est                   | « PA00095193 »                                     | Inscrit                                            | 1925                                               | Église Saint-Hilaire de Reilhac                                                 |
| Église Saint-Germain de Rignac                                                   | Rignac                               |                                                    | 44° 48′ 19″ nord, 1° 41′ 42″ est                   | « PA00095194 »                                     | Inscrit                                            | 1976                                               | Église Saint-Germain de Rignac                                                  |
| Maison à tourelles                                                               | Rignac                               | Place                                              | 44° 48′ 19″ nord, 1° 41′ 41″ est                   | « PA00095195 »                                     | Inscrit                                            | 1976                                               | Maison à tourelles                                                              |
|                                                                                  | Rocamadour                           | Voir liste des monuments historiques de Rocamadour | Voir liste des monuments historiques de Rocamadour | Voir liste des monuments historiques de Rocamadour | Voir liste des monuments historiques de Rocamadour | Voir liste des monuments historiques de Rocamadour | Voir liste des monuments historiques de Rocamadour                              |
| Église Saint-Martial de Rudelle                                                  | Rudelle                              |                                                    | 44° 43′ 21″ nord, 1° 52′ 45″ est                   | « PA00095210 »                                     | Classé                                             | 1886                                               | Église Saint-Martial de Rudelle                                                 |
| Château de Saignes                                                               | Saignes                              |                                                    | 44° 47′ 05″ nord, 1° 49′ 08″ est                   | « PA46000028 »                                     | Inscrit                                            | 2002                                               | Château de Saignes                                                              |
| Dolmen des Clos Grands                                                           | Saillac                              | Cloups Grands                                      | 44° 19′ 33″ nord, 1° 42′ 08″ est                   | « PA00095213 »                                     | Inscrit                                            | 1959                                               | Image manquante Téléverser                                                      |
| Dolmen de Crouzeilles                                                            | Saillac                              | La Rouquette                                       | 44° 20′ 12″ nord, 1° 43′ 48″ est                   | « PA00095211 »                                     | Inscrit                                            | 1959                                               | Dolmen de Crouzeilles                                                           |
| Dolmen de Dirau n°2                                                              | Saillac                              | Sanguinnade                                        | 44° 20′ 30″ nord, 1° 44′ 28″ est                   | « PA00095212 »                                     | Inscrit                                            | 1959                                               | Dolmen de Dirau n°2                                                             |
| Église Saint-Caprais de Saint-Caprais                                            | Saint-Caprais                        |                                                    | 44° 36′ 24″ nord, 1° 09′ 32″ est                   | « PA00095215 »                                     | Inscrit                                            | 1979                                               | Église Saint-Caprais de Saint-Caprais                                           |
| Château de Montal                                                                | Saint-Céré                           |                                                    | 44° 51′ 37″ nord, 1° 52′ 06″ est                   | « PA00135466 »                                     | Classé Inscrit                                     | 1909 1955 1995                                     | Château de Montal                                                               |
| Église des Récollets de Saint-Céré                                               | Saint-Céré                           | quai des Récollets                                 | 44° 51′ 30″ nord, 1° 53′ 26″ est                   | « PA00095217 »                                     | Inscrit                                            | 1973                                               | Église des Récollets de Saint-Céré                                              |
| Église Sainte-Spérie de Saint-Céré                                               | Saint-Céré                           | Place de l'Église                                  | 44° 51′ 35″ nord, 1° 53′ 25″ est                   | « PA00095216 »                                     | Inscrit                                            | 1979                                               | Église Sainte-Spérie de Saint-Céré                                              |
| Hôtel de Puymule                                                                 | Saint-Céré                           | Place de l'Église                                  | 44° 51′ 35″ nord, 1° 53′ 27″ est                   | « PA00095218 »                                     | Inscrit                                            | 1929                                               | Hôtel de Puymule                                                                |
| Maison                                                                           | Saint-Céré                           | Rue Paramelle                                      | 44° 51′ 34″ nord, 1° 53′ 26″ est                   | « PA00095222 »                                     | Inscrit                                            | 1929                                               | Maison                                                                          |
| Maison consulaire                                                                | Saint-Céré                           | Place du Mercadial                                 | 44° 51′ 40″ nord, 1° 53′ 23″ est                   | « PA00095220 »                                     | Classé                                             | 1991                                               | Maison consulaire                                                               |
| Hôtel de Miramon Maison Louis XIII                                               | Saint-Céré                           | Boulevard Carnot                                   | 44° 51′ 39″ nord, 1° 53′ 30″ est                   | « PA00095219 »                                     | Inscrit                                            | 1929                                               | Hôtel de MiramonMaison Louis XIII                                               |
| Maison à pans de bois                                                            | Saint-Céré                           | Rue Paramelle                                      | 44° 51′ 33″ nord, 1° 53′ 26″ est                   | « PA00095221 »                                     | Inscrit                                            | 1930                                               | Maison à pans de bois                                                           |
| Dolmen des Agars                                                                 | Saint-Chels                          |                                                    | 44° 32′ 51″ nord, 1° 49′ 03″ est                   | « PA00095223 »                                     | Classé                                             | 1989                                               | Dolmen des Agars                                                                |
| Dolmen d'Aubin                                                                   | Saint-Chels                          |                                                    | 44° 32′ 48″ nord, 1° 48′ 48″ est                   | « PA00095224 »                                     | Classé                                             | 1989                                               | Dolmen d'Aubin                                                                  |
| Dolmen du Mas de Pezet                                                           | Saint-Chels                          | Gaubert                                            | 44° 30′ 32″ nord, 1° 48′ 05″ est                   | « PA00095225 »                                     | Inscrit                                            | 1988                                               | Dolmen du Mas de Pezet                                                          |
| Dolmen du Pech d'Agaïo                                                           | Saint-Chels                          | Combel de Ravié                                    | 44° 32′ 39″ nord, 1° 49′ 00″ est                   | « PA00095226 »                                     | Classé                                             | 1989                                               | Dolmen du Pech d'Agaïo                                                          |
| Église Saint-Cirq-et-Sainte-Juliette de Saint-Cirq-Lapopie                       | Saint-Cirq-Lapopie                   |                                                    | 44° 27′ 54″ nord, 1° 40′ 12″ est                   | « PA00095227 »                                     | Classé                                             | 1911                                               | Église Saint-Cirq-et-Sainte-Juliette de Saint-Cirq-Lapopie                      |
| Grotte du Moulin                                                                 | Saint-Cirq-Lapopie                   |                                                    | 44° 28′ 21″ nord, 1° 38′ 56″ est                   | « PA00125606 »                                     | Inscrit                                            | 1993                                               | Image manquante Téléverser                                                      |
| Maison André Breton                                                              | Saint-Cirq-Lapopie                   | Place du Carol                                     | 44° 27′ 53″ nord, 1° 40′ 16″ est                   | « PA00095228 »                                     | Classé                                             | 1923                                               | Maison André Breton                                                             |
| Maison                                                                           | Saint-Cirq-Lapopie                   | Le Bourg                                           | 44° 27′ 52″ nord, 1° 40′ 17″ est                   | « PA00095235 »                                     | Inscrit                                            | 1929                                               | Maison                                                                          |
| Maison                                                                           | Saint-Cirq-Lapopie                   | Rue de l'Industrie                                 | 44° 27′ 52″ nord, 1° 40′ 07″ est                   | « PA00095234 »                                     | Inscrit                                            | 1973                                               | Image manquante Téléverser                                                      |
| Maison                                                                           | Saint-Cirq-Lapopie                   | Place du Sombral Rue de l'Industrie                | 44° 27′ 52″ nord, 1° 40′ 07″ est                   | « PA00095233 »                                     | Inscrit                                            | 1973                                               | Maison                                                                          |
| Maison                                                                           | Saint-Cirq-Lapopie                   |                                                    | 44° 27′ 52″ nord, 1° 40′ 11″ est                   | « PA00095230 »                                     | Classé                                             | 1920                                               | Image manquante Téléverser                                                      |
| Maison Bessac                                                                    | Saint-Cirq-Lapopie                   | Grande-Rue                                         | 44° 27′ 52″ nord, 1° 40′ 10″ est                   | « PA00095231 »                                     | Classé                                             | 1925                                               | Maison Bessac                                                                   |
| Maison Bordes                                                                    | Saint-Cirq-Lapopie                   |                                                    | 44° 27′ 52″ nord, 1° 40′ 20″ est                   | « PA00095229 »                                     | Classé                                             | 1930                                               | Maison Bordes                                                                   |
| Maison Daura                                                                     | Saint-Cirq-Lapopie                   |                                                    | 44° 27′ 52″ nord, 1° 40′ 13″ est                   | « PA00095236 »                                     | Inscrit                                            | 1973                                               | Maison Daura                                                                    |
| Maison Liauzu-Vinel                                                              | Saint-Cirq-Lapopie                   | Grande-Rue                                         | 44° 27′ 52″ nord, 1° 40′ 10″ est                   | « PA00095232 »                                     | Classé                                             | 1939                                               | Image manquante Téléverser                                                      |
| Moulin à eau de Saint-Cirq-Lapopie                                               | Saint-Cirq-Lapopie                   | Portes-Roques                                      | 44° 28′ 01″ nord, 1° 40′ 31″ est                   | « PA00095237 »                                     | Inscrit                                            | 1973                                               | Moulin à eau de Saint-Cirq-Lapopie                                              |
| Pigeonnier de Bancourel                                                          | Saint-Cirq-Lapopie                   |                                                    | 44° 27′ 58″ nord, 1° 39′ 55″ est                   | « PA46000046 »                                     | Inscrit                                            | 2010                                               | Pigeonnier de Bancourel                                                         |
| Gisement du Roc de la Cave                                                       | Saint-Cirq-Madelon                   | Sous le Roc                                        | 44° 47′ 33″ nord, 1° 19′ 20″ est                   | « PA00095238 »                                     | Classé                                             | 1929                                               | Image manquante Téléverser                                                      |
| Château de Marcillac                                                             | Saint-Cyprien                        |                                                    | 44° 18′ 30″ nord, 1° 14′ 48″ est                   | « PA00095239 »                                     | Inscrit                                            | 1977                                               | Image manquante Téléverser                                                      |
| Fontaine de Loulié Fontaine d'Uxellodunum                                        | Saint-Denis-lès-Martel               | Loulié                                             | 44° 57′ 06″ nord, 1° 40′ 17″ est                   | « PA46000047 »                                     | Inscrit                                            | 2010                                               | Image manquante Téléverser                                                      |
| Borne milliaire de Ramps                                                         | Sainte-Alauzie                       | Moulin du Ramps                                    | 44° 17′ 41″ nord, 1° 18′ 08″ est                   | « PA46000067 »                                     | Inscrit                                            | 2015                                               | Image manquante Téléverser                                                      |
| Moulin à vent de Boisse                                                          | Sainte-Alauzie                       | Moulin de Boisse                                   | 44° 18′ 56″ nord, 1° 21′ 15″ est                   | « PA00095214 »                                     | Inscrit                                            | 1979                                               | Moulin à vent de Boisse                                                         |
| Château de Lastours                                                              | Sainte-Croix                         |                                                    | 44° 21′ 15″ nord, 1° 08′ 13″ est                   | « PA00125607 »                                     | Inscrit                                            | 1993                                               | Image manquante Téléverser                                                      |
| Grotte de la Bigourdane                                                          | Saint-Géry                           |                                                    | 44° 28′ 45″ nord, 1° 34′ 33″ est                   | « PA00132677 »                                     | Inscrit                                            | 1994                                               | Image manquante Téléverser                                                      |
| Grotte de Pergouset Grotte ornée de Pargouzet                                    | Saint-Géry                           | Combe de Pargouzet                                 | 44° 29′ 17″ nord, 1° 36′ 48″ est                   | « PA00095240 »                                     | Classé                                             | 1967                                               | Image manquante Téléverser                                                      |
| Abbaye de Lantouy                                                                | Saint-Jean-de-Laur                   |                                                    | 44° 27′ 29″ nord, 1° 51′ 02″ est                   | « PA46000042 »                                     | Inscrit                                            | 2009                                               | Abbaye de Lantouy                                                               |
| Château de Montal                                                                | Saint-Jean-Lespinasse                | Le Révery                                          | 44° 51′ 49″ nord, 1° 51′ 42″ est                   | « PA00095241 »                                     | Classé Inscrit                                     | 1909 1955 1995                                     | Château de Montal                                                               |
| Église Saint-Jean-Baptiste de Saint-Jean-Lespinasse                              | Saint-Jean-Lespinasse                |                                                    | 44° 51′ 51″ nord, 1° 51′ 36″ est                   | « PA00095242 »                                     | Classé                                             | 1913                                               | Église Saint-Jean-Baptiste de Saint-Jean-Lespinasse                             |
| Église Saint-Jean-Baptiste de Saint-Jean-Mirabel                                 | Saint-Jean-Mirabel                   |                                                    | 44° 37′ 17″ nord, 2° 06′ 31″ est                   | « PA00095243 »                                     | Inscrit                                            | 1972                                               | Église Saint-Jean-Baptiste de Saint-Jean-Mirabel                                |
| Château des Tours-Saint-Laurent                                                  | Saint-Laurent-les-Tours              |                                                    | 44° 51′ 54″ nord, 1° 53′ 39″ est                   | « PA00095244 »                                     | Classé                                             | 1889 1988                                          | Château des Tours-Saint-Laurent                                                 |
| Tour médiévale de Mescalprès                                                     | Saint-Martin-le-Redon                |                                                    | 44° 32′ 20″ nord, 1° 02′ 22″ est                   | « PA00135706 »                                     | Classé                                             | 1995                                               | Image manquante Téléverser                                                      |
| Église Saint-Martin de Saint-Martin-de-Vers                                      | Saint-Martin-de-Vers                 |                                                    | 44° 34′ 50″ nord, 1° 33′ 32″ est                   | « PA00095245 »                                     | Inscrit                                            | 1979                                               | Image manquante Téléverser                                                      |
| Manoir du Rouergou                                                               | Saint-Médard                         | Le Rouergoux                                       | 44° 32′ 57″ nord, 1° 17′ 20″ est                   | « PA00095246 »                                     | Inscrit                                            | 1987                                               | Image manquante Téléverser                                                      |
| Église Saint-Michel de Saint-Michel-de-Bannières                                 | Saint-Michel-de-Bannières            |                                                    | 44° 58′ 32″ nord, 1° 41′ 17″ est                   | « PA00095247 »                                     | Classé                                             | 1994                                               | Église Saint-Michel de Saint-Michel-de-Bannières                                |
| Église Saint-Pantaléon de Saint-Pantaléon                                        | Saint-Pantaléon                      |                                                    | 44° 22′ 06″ nord, 1° 15′ 59″ est                   | « PA00095248 »                                     | Inscrit                                            | 1925                                               | Église Saint-Pantaléon de Saint-Pantaléon                                       |
| Église Saint-Pardulphe de Saint-Perdoux                                          | Saint-Perdoux                        |                                                    | 44° 40′ 25″ nord, 2° 02′ 55″ est                   | « PA00095249 »                                     | Inscrit                                            | 1926                                               | Église Saint-Pardulphe de Saint-Perdoux                                         |
| Château de Roussillon                                                            | Saint-Pierre-Lafeuille               |                                                    | 44° 31′ 04″ nord, 1° 27′ 29″ est                   | « PA00095164 »                                     | Inscrit                                            | 1929                                               | Château de Roussillon                                                           |
| Église Saint-Pierre de Saint-Pierre-Toirac                                       | Saint-Pierre-Toirac                  |                                                    | 44° 31′ 35″ nord, 1° 57′ 16″ est                   | « PA00095250 »                                     | Classé                                             | 1903                                               | Église Saint-Pierre de Saint-Pierre-Toirac                                      |
| Château de Saint-Sulpice                                                         | Saint-Sulpice                        |                                                    | 44° 34′ 12″ nord, 1° 47′ 15″ est                   | « PA00095251 »                                     | Inscrit                                            | 1988                                               | Image manquante Téléverser                                                      |
| Dolmen du Rat                                                                    | Saint-Sulpice                        |                                                    | 44° 34′ 52″ nord, 1° 46′ 56″ est                   | « PA46000050 »                                     | Inscrit                                            | 2011                                               | Dolmen du Rat                                                                   |
| Église Saint-Vincent de Saint-Vincent-Rive-d'Olt                                 | Saint-Vincent-Rive-d'Olt             | Rue de la Mairie                                   | 44° 27′ 57″ nord, 1° 18′ 00″ est                   | « PA46000068 »                                     | Inscrit                                            | 2015                                               | Église Saint-Vincent de Saint-Vincent-Rive-d'Olt                                |
| Maison Guilhou                                                                   | Saint-Vincent-Rive-d'Olt             | Rue de Gracia                                      | 44° 27′ 55″ nord, 1° 18′ 00″ est                   | « PA00095252 »                                     | Classé                                             | 1927                                               | Image manquante Téléverser                                                      |
| Maison Peindariès                                                                | Saint-Vincent-Rive-d'Olt             | Rue de Gracia                                      | 44° 27′ 55″ nord, 1° 18′ 01″ est                   | « PA00095253 »                                     | Classé                                             | 1927                                               | Image manquante Téléverser                                                      |
| Chapelle Notre-Dame de l'Olm                                                     | Salviac                              |                                                    | 44° 40′ 58″ nord, 1° 15′ 48″ est                   | « PA00095254 »                                     | Inscrit                                            | 1954                                               | Chapelle Notre-Dame de l'Olm                                                    |
| Château de Lacoste                                                               | Salviac                              | rue du Château                                     | 44° 40′ 53″ nord, 1° 15′ 49″ est                   | « PA00095255 »                                     | Inscrit                                            | 1962                                               | Château de Lacoste                                                              |
| Église Saint-Denis de Luziers                                                    | Salviac                              | Luziers                                            | 44° 40′ 16″ nord, 1° 14′ 00″ est                   | « PA00095293 »                                     | Inscrit                                            | 1989                                               | Église Saint-Denis de Luziers                                                   |
| Église Saint-Jacques-le-Majeur de Salviac                                        | Salviac                              |                                                    | 44° 40′ 52″ nord, 1° 15′ 57″ est                   | « PA00095256 »                                     | Classé                                             | 1913                                               | Église Saint-Jacques-le-Majeur de Salviac                                       |
| Château de Croze                                                                 | Sarrazac                             |                                                    | 45° 00′ 52″ nord, 1° 36′ 31″ est                   | « PA46000018 »                                     | Inscrit                                            | 1999                                               | Image manquante Téléverser                                                      |
| Église Saint-Geniès de Sarrazac                                                  | Sarrazac                             |                                                    | 45° 01′ 01″ nord, 1° 35′ 19″ est                   | « PA00095257 »                                     | Inscrit                                            | 1947                                               | Image manquante Téléverser                                                      |
| Château de Geniez                                                                | Sauliac-sur-Célé                     | Moulin de Géniez                                   | 44° 31′ 07″ nord, 1° 43′ 06″ est                   | « PA00135467 »                                     | Inscrit                                            | 1995                                               | Château de Geniez                                                               |
| Dolmen de la Pierre Levée du Cloup Prioun                                        | Sauliac-sur-Célé                     | Pech Grand                                         | 44° 30′ 17″ nord, 1° 41′ 16″ est                   | « PA46000058 »                                     | Inscrit                                            | 2012                                               | Image manquante Téléverser                                                      |
| Église Saint-André de Saux                                                       | Saux                                 |                                                    | 44° 23′ 19″ nord, 1° 05′ 07″ est                   | « PA00095258 »                                     | Inscrit                                            | 1972                                               | Image manquante Téléverser                                                      |
| Église Saint-Martin de Séniergues                                                | Séniergues                           |                                                    | 44° 41′ 58″ nord, 1° 32′ 46″ est                   | « PA00095259 »                                     | Classé                                             | 1974                                               | Église Saint-Martin de Séniergues                                               |
| Château de Ferrières                                                             | Sérignac                             |                                                    | 44° 25′ 18″ nord, 1° 04′ 44″ est                   | « PA00095260 »                                     | Inscrit                                            | 1960                                               | Image manquante Téléverser                                                      |
| Église Saint-Jean-Baptiste de Sérignac                                           | Sérignac                             |                                                    | 44° 26′ 03″ nord, 1° 06′ 24″ est                   | « PA00125609 »                                     | Inscrit                                            | 1993                                               | Image manquante Téléverser                                                      |
| Tour-moulin de Ségadènes                                                         | Soturac                              | Ségadènes                                          | 44° 31′ 08″ nord, 1° 01′ 36″ est                   | « PA46000062 »                                     | Inscrit                                            | 2013                                               | Image manquante Téléverser                                                      |
| Dolmen des Fosses                                                                | Soucirac                             |                                                    | 44° 42′ 10″ nord, 1° 29′ 36″ est                   | « PA00095261 »                                     | Classé                                             | 1989                                               | Image manquante Téléverser                                                      |
| Abbatiale Sainte-Marie de Souillac                                               | Souillac                             |                                                    | 44° 53′ 38″ nord, 1° 28′ 39″ est                   | « PA00095262 »                                     | Classé                                             | 1840                                               | Abbatiale Sainte-Marie de Souillac                                              |
| Abbaye Sainte-Marie de Souillac                                                  | Souillac                             |                                                    | 44° 53′ 37″ nord, 1° 28′ 39″ est                   | « PA00095300 »                                     | Inscrit                                            | 1991                                               | Abbaye Sainte-Marie de Souillac                                                 |
| Dolmen Laval                                                                     | Souillac                             | Les Grèzes                                         | 44° 54′ 56″ nord, 1° 27′ 15″ est                   | « PA00095264 »                                     | Classé                                             | 1984                                               | Image manquante Téléverser                                                      |
| Église Saint-Martin de Souillac                                                  | Souillac                             |                                                    | 44° 53′ 39″ nord, 1° 28′ 44″ est                   | « PA00095263 »                                     | Classé                                             | 1925                                               | Église Saint-Martin de Souillac                                                 |
| Halle de Souillac                                                                | Souillac                             |                                                    | 44° 53′ 41″ nord, 1° 28′ 40″ est                   | « PA46000036 »                                     | Inscrit                                            | 2004                                               | Halle de Souillac                                                               |
| Viaduc de la Borrèze                                                             | Souillac                             |                                                    | 44° 54′ 07″ nord, 1° 28′ 30″ est                   | « PA00095265 »                                     | Inscrit                                            | 1984                                               | Viaduc de la Borrèze                                                            |
| Église Sainte-Marie-Madeleine de Soulomès                                        | Soulomès                             |                                                    | 44° 37′ 57″ nord, 1° 35′ 42″ est                   | « PA00095266 »                                     | Classé                                             | 1944                                               | Église Sainte-Marie-Madeleine de Soulomès                                       |
| Presbytère de Soulomès                                                           | Soulomès                             |                                                    | 44° 37′ 57″ nord, 1° 35′ 42″ est                   | « PA00095266 »                                     | Inscrit                                            | 1925                                               | Presbytère de Soulomès                                                          |
| Château de Grugnac                                                               | Sousceyrac                           |                                                    | 44° 53′ 07″ nord, 2° 01′ 30″ est                   | « PA00095294 »                                     | Inscrit                                            | 1989                                               | Image manquante Téléverser                                                      |
| Église Saint-Martial de Tauriac                                                  | Tauriac                              |                                                    | 44° 54′ 23″ nord, 1° 46′ 34″ est                   | « PA00095267 »                                     | Classé                                             | 1987                                               | Église Saint-Martial de Tauriac                                                 |
| Château de Saint-Thamar                                                          | Terrou                               |                                                    | 44° 47′ 20″ nord, 1° 58′ 47″ est                   | « PA00095268 »                                     | Inscrit                                            | 1975                                               | Image manquante Téléverser                                                      |
| Église Sainte-Marie-Madeleine de Teyssieu                                        | Teyssieu                             |                                                    | 44° 55′ 09″ nord, 1° 57′ 19″ est                   | « PA00095309 »                                     | Inscrit                                            | 1992                                               | Image manquante Téléverser                                                      |
| Tour de Teyssieu                                                                 | Teyssieu                             |                                                    | 44° 55′ 08″ nord, 1° 57′ 20″ est                   | « PA00095269 »                                     | Classé                                             | 1925                                               | Image manquante Téléverser                                                      |
| Église Saint-Roch de Thédirac                                                    | Thédirac                             |                                                    | 44° 36′ 04″ nord, 1° 19′ 01″ est                   | « PA00095270 »                                     | Classé                                             | 1913                                               | Église Saint-Roch de Thédirac                                                   |
| Site archéologique du dolmen de Surgès                                           | Thédirac Également sur Lavercantière |                                                    | 44° 37′ 13″ nord, 1° 18′ 17″ est                   | « PA46000063 »                                     | Inscrit                                            | 2014                                               | Image manquante Téléverser                                                      |
| Château de Thégra                                                                | Thégra                               |                                                    | 44° 49′ 15″ nord, 1° 45′ 25″ est                   | « PA00095271 »                                     | Inscrit                                            | 1960                                               | Château de Thégra                                                               |
| Cimetière de Thégra                                                              | Thégra                               |                                                    | 44° 49′ 18″ nord, 1° 45′ 25″ est                   | « PA00095272 »                                     | Classé                                             | 1923                                               | Cimetière de Thégra                                                             |
| Église Saint-Barthélemy de Thégra                                                | Thégra                               |                                                    | 44° 49′ 14″ nord, 1° 45′ 25″ est                   | « PA00095273 »                                     | Classé                                             | 1923                                               | Église Saint-Barthélemy de Thégra                                               |
| Grotte des Escabasses Grotte de la Vipère                                        | Thémines                             | Carrière Ferrade                                   | 44° 43′ 06″ nord, 1° 47′ 54″ est                   | « PA00095274 »                                     | Classé                                             | 1968                                               | Grotte des EscabassesGrotte de la Vipère                                        |
| Grotte de Roucadour Grotte de Roucadou                                           | Thémines                             | Roucadour                                          | 44° 43′ 16″ nord, 1° 48′ 55″ est                   | « PA00095275 »                                     | Classé                                             | 1964                                               | Grotte de RoucadourGrotte de Roucadou                                           |
| Halle de Thémines                                                                | Thémines                             |                                                    | 44° 44′ 26″ nord, 1° 49′ 49″ est                   | « PA00095276 »                                     | Classé                                             | 1951                                               | Halle de Thémines                                                               |
| Château de Vaillac                                                               | Vaillac                              |                                                    | 44° 40′ 25″ nord, 1° 31′ 56″ est                   | « PA00095277 »                                     | Classé                                             | 1958                                               | Château de Vaillac                                                              |
| Château de Couanac                                                               | Varaire                              |                                                    | 44° 22′ 34″ nord, 1° 42′ 01″ est                   | « PA00095278 »                                     | Inscrit                                            | 1974                                               | Château de Couanac                                                              |
| Église Saint-Martin de Vayrac                                                    | Vayrac                               |                                                    | 44° 57′ 10″ nord, 1° 42′ 13″ est                   | « PA00095279 »                                     | Classé                                             | 1913                                               | Église Saint-Martin de Vayrac                                                   |
| Aqueduc romain de Divona                                                         | Vers                                 |                                                    | 44° 28′ 56″ nord, 1° 33′ 02″ est                   | « PA00095280 »                                     | Inscrit                                            | 1953                                               | Aqueduc romain de Divona                                                        |
| Église Notre-Dame de Velles                                                      | Vers                                 | Velles                                             | 44° 28′ 39″ nord, 1° 32′ 56″ est                   | « PA00095281 »                                     | Classé                                             | 1913                                               | Église Notre-Dame de Velles                                                     |
| Église Notre-Dame-de-l'Assomption du Vigan                                       | Le Vigan                             |                                                    | 44° 44′ 28″ nord, 1° 26′ 20″ est                   | « PA00095282 »                                     | Classé                                             | 1893                                               | Église Notre-Dame-de-l'Assomption du Vigan                                      |
| Maison rurale du Vigan                                                           | Le Vigan                             | Chemin de la Barrière                              | 44° 44′ 33″ nord, 1° 26′ 29″ est                   | « PA00095283 »                                     | Inscrit                                            | 1979                                               | Maison rurale du Vigan                                                          |
| Église Saint-Michel de Villesèque                                                | Villesèque                           |                                                    | 44° 23′ 30″ nord, 1° 18′ 57″ est                   | « PA00095284 »                                     | Inscrit                                            | 1963                                               | Église Saint-Michel de Villesèque                                               |
| Tour de Trébaïx                                                                  | Villesèque                           | Trébaïx                                            | 44° 24′ 27″ nord, 1° 17′ 42″ est                   | « PA46000034 »                                     | Inscrit                                            | 2004                                               | Image manquante Téléverser                                                      |